# بسبسبوبي
بسبسبوبي (بالإنجليزية: CatDog)‏ هو مسلسل رسوم متحركة أمريكي من تأليف بيتر هانان لشبكة نيكلوديون. يتتبع المسلسل مغامرات إخوة ملتصقين بفراء برتقالي، حيث يكون أحدهما قطة والآخر كلبًا. قامت نيكلوديون بإنتاج المسلسل من بربانك، كاليفورنيا.
تم بث الحلقة الأولى في 4 أبريل 1998 بعد جوائز اختيار الأطفال لعام 1998، قبل أن يُعرض المسلسل رسميًا في 5 أكتوبر 1998. وتم عرض حلقة الموسم الثاني "Fetch" في دور العرض السينمائية قبل بثها على التلفزيون.
اختتم المسلسل في 15 يونيو 2005 بعد عرض أربعة مواسم و66 حلقة على مدى سبع سنوات، بالإضافة إلى حلقتين لم تُبثا مطلقًا. تم إنتاج المسلسل بواسطة استوديو الرسوم المتحركة التابع لنيكلوديون بالتعاون مع استوديو بيتر هانان للإنتاج.
العمل على الرسوم المتحركة كان من إنتاج استوديوهات سيروم أنيميشن وروف درافت ستوديوز من خلال فرعها روف درافت كوريا. تم إصدار المسلسل على قرص دي في دي في المنطقة 1 بواسطة شوت! ستوديوز.

## قصة المسلسل
المسلسل يتمحور حول القط والكلب، وهما توأمان ملتصقان بجسد واحد، ويحاولان التأقلم مع تحديات الحياة المشتركة التي تترتب على وجودهما معًا. كثيرًا ما تنشأ المشاكل بسبب اختلاف شخصيتيهما، فالقط لا يحب الأشياء التي يقوم بها الكلب غالبًا، مثل مطاردة السيارات أو التصرفات الطائشة، في حين أن الكلب لا يفهم سلوكيات القط المنظمة والمتحفظة.
القط يُظهر ذكاءً أكبر من الكلب، وغالبًا ما يشعر بالإحباط نتيجة سلوك الكلب المتهور، مما يدفعه أحيانًا للتفكير في الانفصال عنه بسبب ما يراه من عدم مسؤولية وتهور. هذا التناقض يعكس الفكرة الذكية التي طرحها المسلسل، وهي كيف يمكن لطرفين مختلفين تمامًا أن يعيشا معًا في جسد واحد، وكيف يتعين عليهما إيجاد حلول للمشاكل التي تنشأ بينهما من أجل التعايش المشترك

## الشخصيات
- بسبسبوبي
  - بسبس: قط ملتصق ببوبي
  - بوبي: كلب ملتصق ببسبس
- فرفور: هو فار أزرق مزعج هوايته تدبير المكائد يعيش في بيت بسبس بوبي
- بعجر:هو كلب من الجريزر ويضرب بسبس دائما
- بطيء: هو كلب غبي من الغريزر
- شيري: هي كلبة من الغريزر معجبة ببوبي
- السنجاب سفروت: يحاول دائما الانضمام للغريزر

## وصلات خارجية
- بسبسبوبي على موقع IMDb (الإنجليزية)
- بسبسبوبي على موقع روتن توميتوز (الإنجليزية)
- بسبسبوبي على موقع كينوبويسك (الروسية)
- بسبسبوبي على موقع ألو سيني (الفرنسية)
- بسبسبوبي على موقع قاعدة بيانات الفيلم (الإنجليزية)